# Régulation post-traductionnelle
La régulation post-traductionnelle réfère au contrôle de la quantité de protéines actives, par la régulation de l'activité (modification post-traductionnelle) ou de sa stabilité. Il existe plusieurs formes.
Elle s'effectue soit au moyen d'événements réversibles (modifications post-traductionnelles, telles que la phosphorylation ou la séquestration) soit au moyen d'événements irréversibles (protéolyse).